# ETRN
ETRN (Abkürzung für englisch Extended Turn) ist eine Erweiterung des SMTP-E-Mail-Protokolls für Maildienste aus Netzen, die nicht ständig über eine Standleitung mit dem Internet verbunden sind. Es ist definiert im RFC 1985.
Bei bestehender Einwahlverbindung wird ein ETRN-fähiger E-Mail-Server zum Senden und Empfangen von E-Mail/s (-Warteschlangen) von einem anfragenden E-Mail-Server kontaktiert. (Verbindungsablauf zwischen E-Mail-Servern – nicht zu verwechseln mit dem clientseitigen Verbindungsaufbau wie bei POP3.)
Der ETRN-Befehl ist eine Erweiterung des TURN-Befehls im SMTP. Der SMTP-TURN-Befehl dreht eine SMTP Verbindung um, so dass der Server über eine bestehende Verbindung E-Mails abliefert. Da der SMTP-TURN Befehl ein großes Sicherheitsproblem darstellt, wurde stattdessen der ETRN-Befehl eingeführt.

## Syntax
```
ETRN [
<
option character
>
]
<
node name
>
<
CR
>
<
LF
>
```

Der node name muss ein vollständiger Name einer Domain sein, welcher einem CNAME Resource Record oder einem MX Resource Record im DNS entspricht.
Mögliche Antworten des Servers:
```
250 OK, queuing for node 
<
x
>
 started
251 OK, no messages waiting for node 
<
x
>

252 OK, pending messages for node 
<
x
>
 started
253 OK, 
<
n
>
 pending messages for node 
<
x
>
 started
458 Unable to queue messages for node 
<
x
>

459 Node 
<
x
>
 not allowed: 
<
reason
>

500 Syntax Error
501 Syntax Error in Parameters
```

## Beispiele
```
Server: 220 xyz.com ESMTP Server
Client: EHLO my.fqdn.com
Server: 250 xyz.com
Client: ETRN
Server: 501 Command not accepted
```

```
...
Client: ETRN myfqdn.com
Server: 253 OK, 3 pending messages for node myfqdn.com started
```